# Hauptstrasse 274
Die Hauptstrasse 274 (abgekürzt H274) ist eine Hauptstrasse in den Schweizer Kantonen Basel-Landschaft und Solothurn. Die rund 11,6 Kilometer lange Strecke führt aus dem Laufental in das Leimental. Sie wird im Netz der Kantonsstrassen vom Kanton Basel-Landschaft ebenfalls unter der Strassennumer 274 und im solothurnischen Abschnitt als Kantonsstrasse Nr. 9000 geführt.

## Verlauf
Die Strasse beginnt in Röschenz auf 450 m ü. M. als Abzweigung von der Hauptstrasse 267, die von Laufen nach Kleinlützel führt. Das Ortszentrum von Röschenz zeigt das Bild eines alten Strassendorfes an diesem Weg. Mehrere Kilometer weit steigt die Hauptstrasse über das Oberfeld und durch die «Challholle» (mundartlich für «Challhalde») zum Challpass (746 m ü. M.), dem einzigen Strassenübergang über die Blauenkette des Juragebirges. Der Sattel liegt östlich des Bergrückens «Challhöchi» (nicht zu verwechseln mit dem Pass «Challhöchi» bei Eptingen). Der seit dem 14. Jahrhundert in Schriftquellen dokumentierte Name «Chall» für den Berg und den Pass geht auf das lateinische Wort callis (Fusssteig, Bergpfad) zurück. Auf dem Bergkamm verläuft die Kantonsgrenze zwischen Basel-Landschaft auf der Südseite (vor 1792 Fürstbistum Basel, von 1793 bis 1814 französisches Departement Mont-Terrible, 1815 bis 1993 Kanton Bern) und der solothurnischen Exklave von Mariastein im Norden. Nahe am Pass wurde 1920 zur Erinnerung an einen Unfall eine Kreuzigungsgruppe aus Stein aufgestellt.
Nördlich des Bergübergangs quert die im 19. Jahrhundert ausgebaute Challstrasse den steilen Berghang am «Chastelboden» und führt zwischen Felswänden an der Stelle «Felsplatte» um einen Bergvorsprung herum. Dort befand sich im Ersten Weltkrieg ein Beobachtungsposten der Schweizer Armee; heute ist der Felskopf, der eine gute Sicht auf den Sundgau und bis zu den Vogesen bietet, als Rastplatz an der Nordrampe des Bergübergangs beliebt.  Nördlich und südlich des Passübergangs bereitete die Schweizer Armee seit dem Zweiten Weltkrieg zur Verteidigung des Juraraumes das Sperrstellen-Dispositiv «Challhollen» ein, das zum Einsatzraum «Oberer Hauenstein» gehörte. Auf der «Felsplatte» steht neben der Hauptstrasse ein Infanteriebunker. Inschriften am Strassenrand erinnern an Truppen, die auf dem Challpass eingesetzt waren.
Unterhalb der Bergkette durchquert die Hauptstrasse 274 auf einer Landschaftsterrasse die solothurnische Ortschaft Metzerlen, kreuzt das Trasse der Transitgasleitung und führt in der Umgebung des Klosters Mariastein durch das enge Tal des Talbächli nach Flüh, wo sie unter dem Landskronberg auf 379 m ü. M. an der Kantonsgrenze in die Leimenstrasse/Hauptstrasse mündet, die den Anfang der Hauptstrasse 273 nach Basel bildet.
Neben der Strasse, die früher als Pilgerweg von Laufen über den Challpass nach Mariastein eine Rolle spielte, wurden an zahlreichen Stellen Wegkreuze aufgerichtet.
Die Haltestelle auf dem Challpass wird von der Postauto-Linie 69 des Tarifverbunds Nordwestschweiz bedient. Der Übergang ist ein Ausgangspunkt für Höhenwanderungen über den Blauen im Osten und zum Remelturm im Westen.

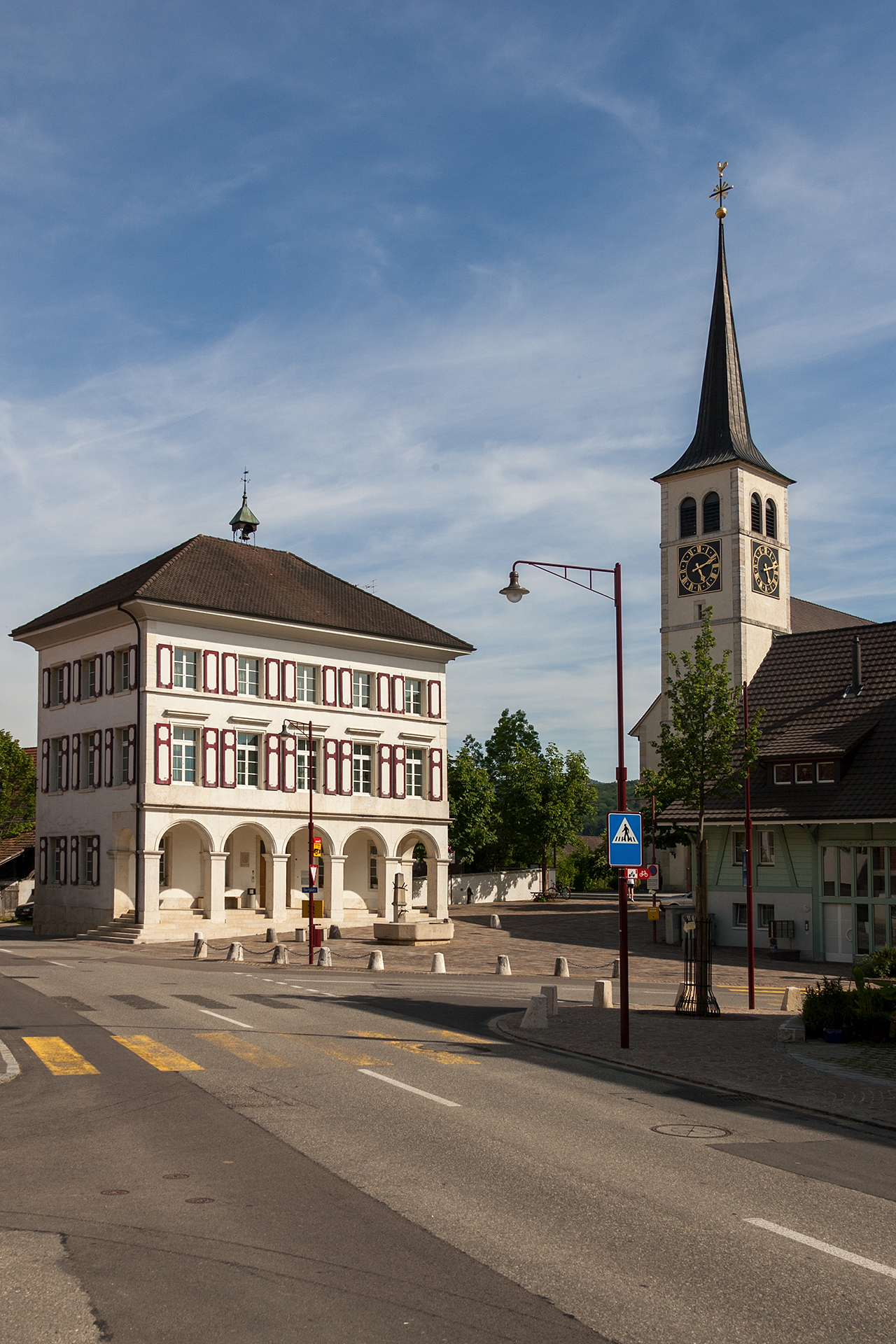
Abzweigung der H274 in Röschenz
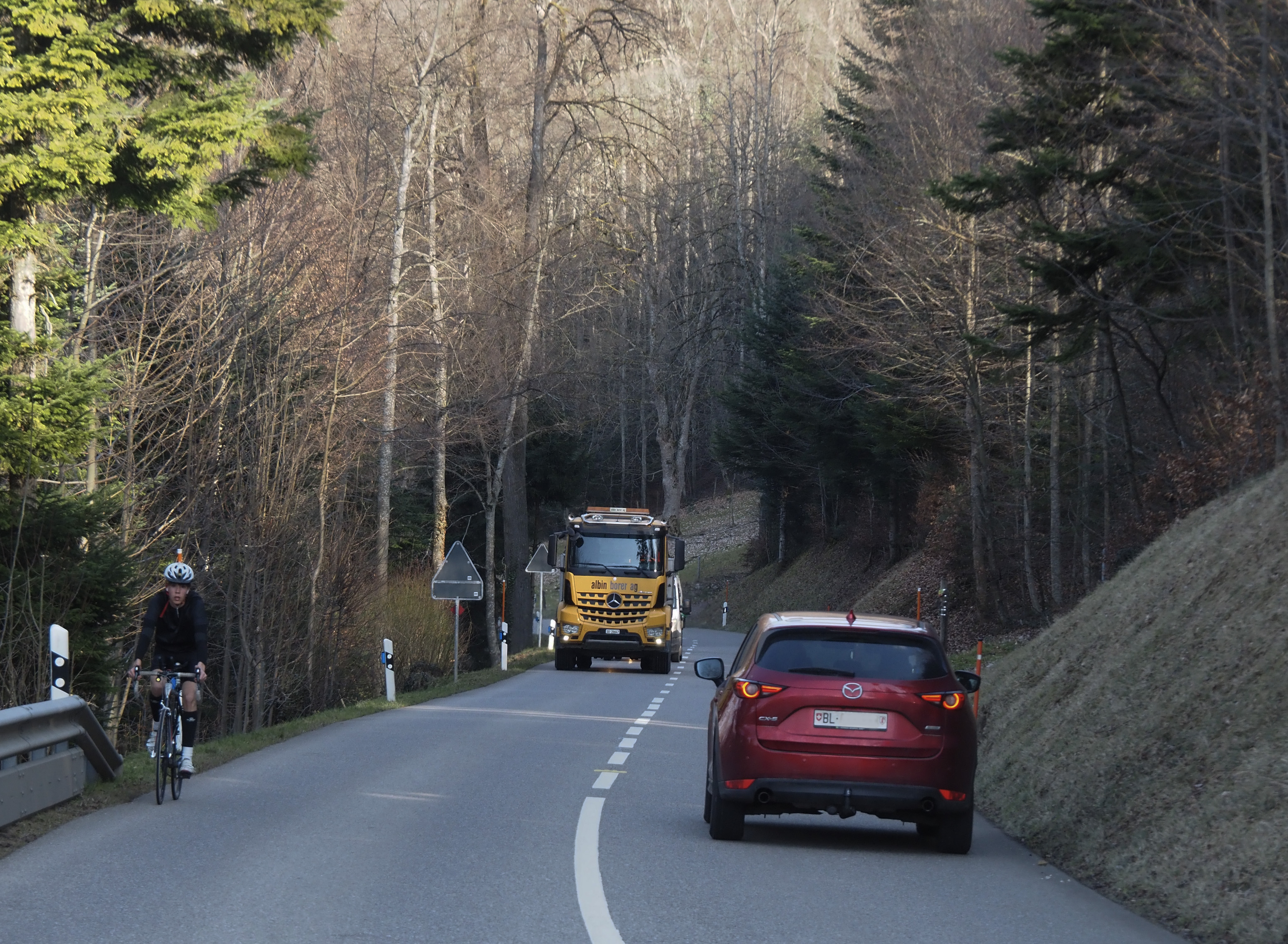
Verkehr auf der Challstrasse
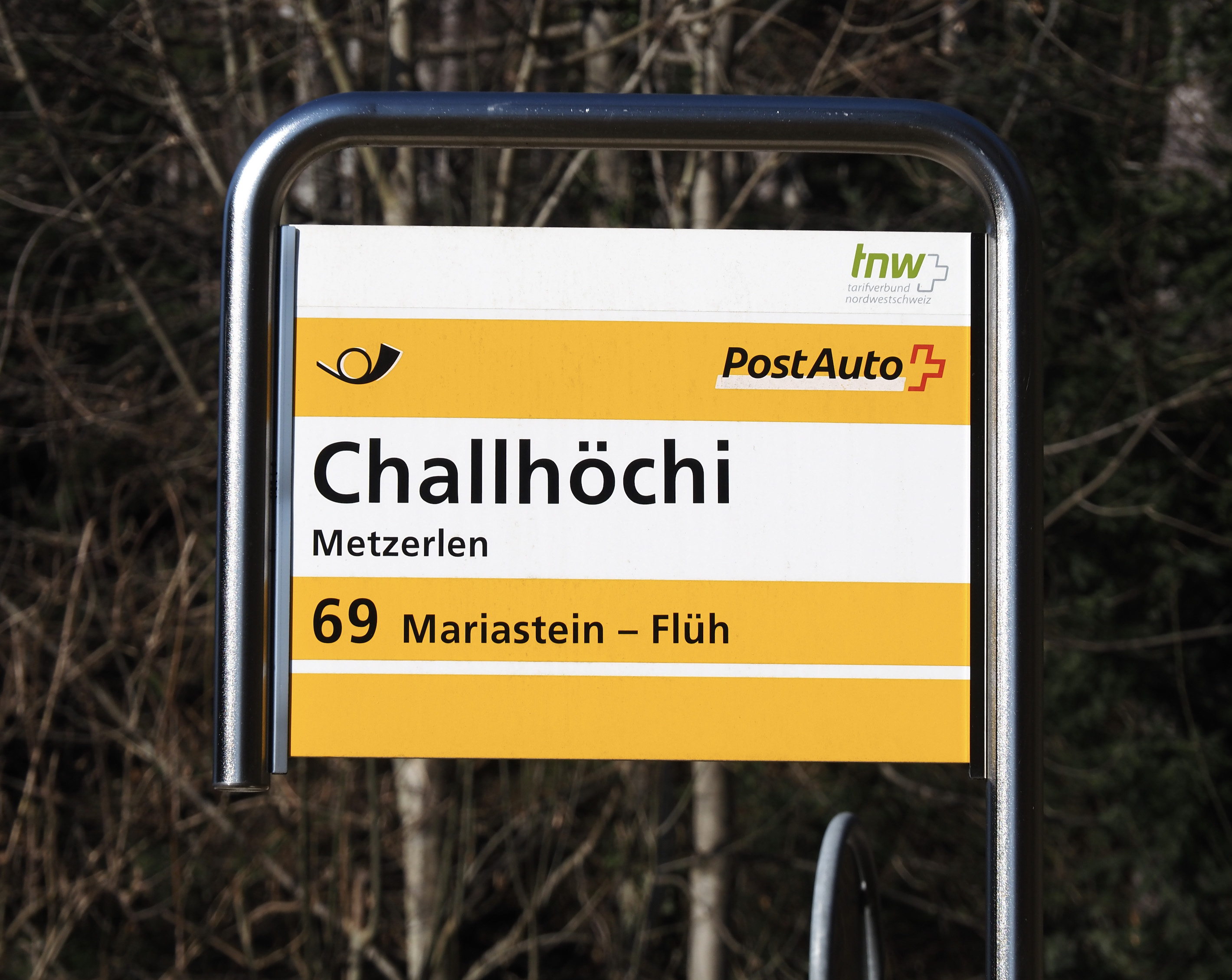
Haltestelle «Challhöchi»